# Titanic: Blood and Steel
Titanic: Blood and Steel är en TV-serie i tolv delar från 2012 om fartyget Titanic som sjönk på sin jungfruresa 1912. Serien hade premiär i flera länder runt 100-årsdagen av katastrofen, den 15 april 2012.

## Rollista (i urval)
- Kevin Zegers - Mark Muir/Marcus Malone
- Alessandra Mastronardi - Sofia Silvestri
- Derek Jacobi - William Pirrie, 1st Viscount Pirrie
- Neve Campbell - Joanna Yaegar
- Ophelia Lovibond - Kitty Carlton
- Billy Carter - Thomas Andrews
- Branwell Donaghey - Michael McCann
- Martin McCann - Conor McCann
- Ian McElhinney - Sir Henry Carlton
- Valentina Corti - Violetta Silvestri
- Denise Gough - Emily Hill
- Jonathan Harden - Walter Hill
- Edoardo Leo - Andrea Valle
- Gray O'Brian - J. Bruce Ismay
- Michael McElhatton - Albert Hatton
- Liam Cunningham - James Larkin
- Chris Noth - J. P. Morgan
- Massimo Ghini - Pietro Silvestri
- Paul Herwig  - Florian von Altenberg